# Castanopsis kawakamii
Castanopsis kawakamii là một loài thực vật có hoa trong họ Fagaceae. Loài này được Hayata mô tả khoa học đầu tiên năm 1911.